# Collegium Primae Philosophiae in Urbe
 (novembre 2019).
 (novembre 2019).
Fondé à Rome, le 28 janvier 2015, le Collegium Primae Philosophiae in Urbe est une institution philosophique de coopération internationale.
Depuis la fondation de l'institut des projets sur la philosophie sociale, la philosophie de l'économie, la philosophie politique et la métaphysique ont été terminés. L’objectif principal actuel est un projet BOINC sur la logique et un projet de science citoyenne sur l’ontologie. Des projets sur la théologie naturelle et sur l'esthétique de la musique sont annoncés.